# Koliagbé

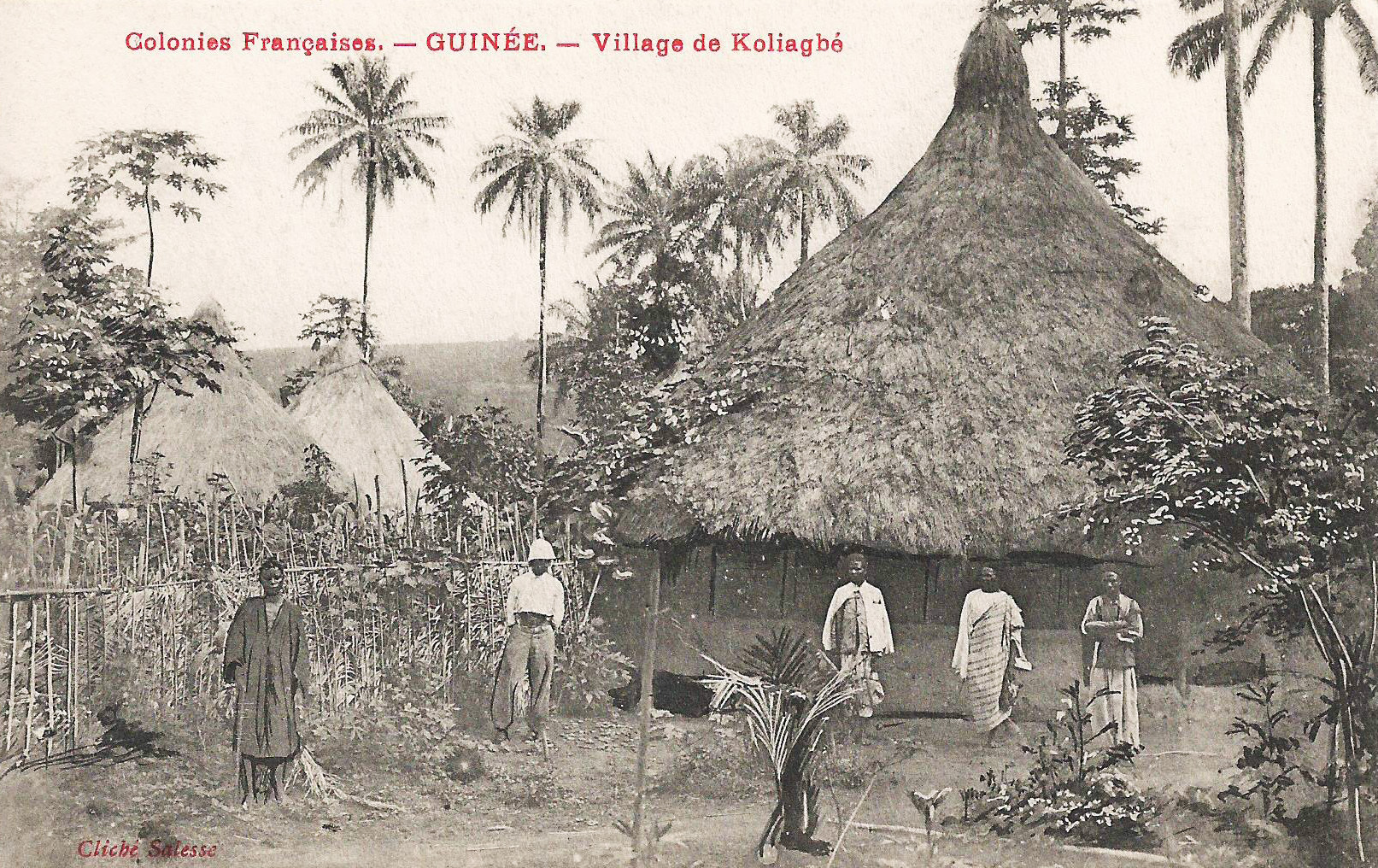
Village de Koliagbé.

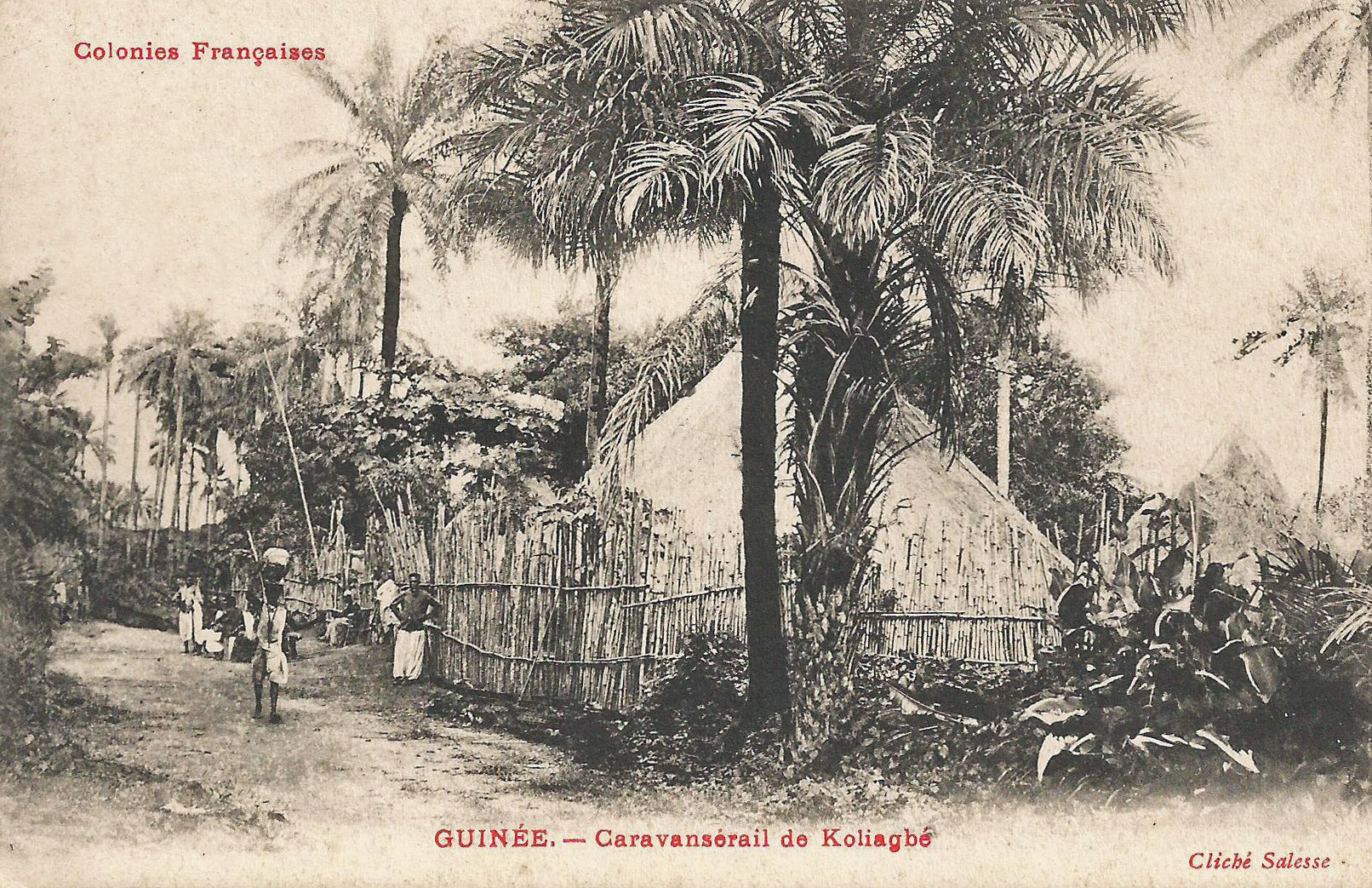
Caravansérail de Koliagbé.

Koliagbé est une localité de Guinée située dans la région de Kindia.

## Architecture
Au début des années 1980, deux Guinéens, un agronome et son oncle vétérinaire, décident de créer à Koliagbé une ferme avicole afin d'améliorer le régime alimentaire, pauvre en protéines, de leurs compatriotes et de mettre en place des formations. Grâce à des contacts en Europe, la ferme voit le jour, connaît le succès et se développe. Deux architectes finlandais, qui avaient déjà travaillé dans la région, sont sollicités pour concevoir un véritable campus comprenant plusieurs bâtiments (salles de cours, dortoirs, cuisines, espaces ouverts propices aux échanges). Ils s'appuient à la fois sur leur propre expertise de la construction en bois et sur les techniques et les matériaux locaux. 
En 2001 la localité gagne une notoriété internationale avec l'attribution du prix Aga Khan d'architecture pour la construction de ce centre avicole innovant (Kahere Eila Poultry School).